# Стара Шегарка
Стара Шега́рка (рос. Старая Шегарка) — присілок у складі Шегарського району Томської області, Росія. Входить до складу Шегарського сільського поселення.

## Населення
Населення — 85 осіб (2010; 49 у 2002).
Національний склад (станом на 2002 рік):
- росіяни — 96 %